# Carpio (kommunhuvudort)
Carpio är en kommunhuvudort i Spanien.   Den ligger i provinsen Provincia de Valladolid och regionen Kastilien och Leon, i den centrala delen av landet, 150 km nordväst om huvudstaden Madrid. Carpio ligger 771 meter över havet och antalet invånare är 249.
Terrängen runt Carpio är platt. Runt Carpio är det glesbefolkat, med 16 invånare per kvadratkilometer. Närmaste större samhälle är Medina del Campo, 19,6 km nordost om Carpio. Trakten runt Carpio består till största delen av jordbruksmark.